# La Perla (San Juan, Puerto Rico)

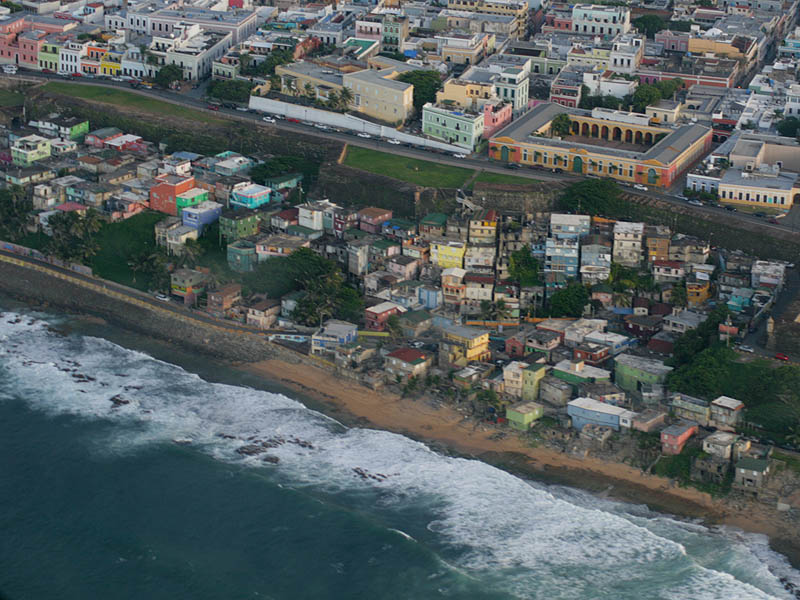
Vista aérea de La Perla y el exterior de las murallas históricas de San Juan

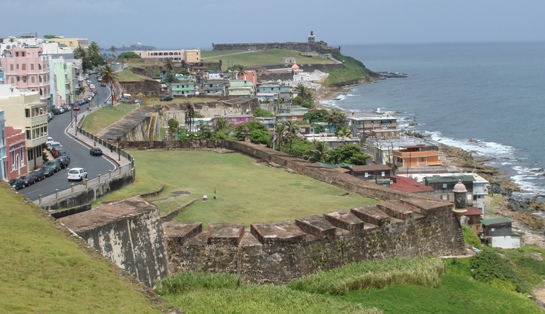
La Perla vista desde el Castillo de San Cristóbal. La calle a la izquierda es la Calle Norzagaray

La Perla es un histórico asentamiento emplazado en la pared costera del norte del Viejo San Juan, en Puerto Rico, extendiéndose aproximadamente unos 600 metros a lo largo de la costa del Océano Atlántico, siendo mayoritariamente pedregosa, y estando pegada el extremo este del Cementerio Santa María Magdalena de Pazzis y bajo la pendiente de la calle Norzagaray.
La Perla fue establecida en el siglo XIX tardío. Inicialmente, el área era el sitio de un matadero porque la ley requería que el hogar de antiguos esclavos y criados no blancos, así como  el cementerio, debían ser establecidos fuera del centro comunitario principal; en este caso, fuera de las paredes de la ciudad. En algún momento después, algunos de los labradores y los trabajadores empezaron vivir alrededor del matadero, y en poco tiempo establecieron sus casas allí.
Solo tres puntos de acceso existen, uno a través del Cementerio de Magdalena de Maria de Santa, uno en el lado este y uno a través de un callejón en el centro de la pared norte.

## Medios de comunicación
La Perla tiene un estudio de grabación de música orientado comunitario, El Estudio D’ Oro, el cual sirve como libre de taller de producción de música costado para todas las edades.  El Estudio D’ Oro es también en casa al FM espectáculo radiofónico urbano, Cadera Hop 787 La Verdadera Escuela, el cual está retransmitido vivo del estudio en WVOZ Mezcla 107.7 FM.
En 1978, el cantante de salsa Ismael Rivera tuvo una canción de golpe, escrita por el compositor Catalino Curet Alonso, en honor de esta comunidad. En 2009, el grupo Calle 13 lanzó una canción de tributo a la barriada, también nombrada La Perla, en colaboración con el salsero panameño Ruben Blades. En la canción, hace referencias de Hojas el esfuerzo temprano de Rivera; en el vídeo de la canción, las hojas paga sus respetos a Curet por visitar su tumba en Santa María de la comunidad Madgalena de Pazzis cementerio.
La cantante canadiense Nelly Furtado junto con Residente, miembro de banda Calle 13, filmó el vídeo de música al remix de Furtado canción No hay igual el 26 de junio de 2006 en La Perla. Residente dijo que espera que el vídeo les ayudaría tanto lograr audiencias nuevas: «Es una oportunidad buena para nosotros. Más del mercado norteamericano, el mercado europeo realmente me interesó y el porqué  su familia es portuguesa». El vídeo estuvo dirigido por Israel Lugo y Gabriel Coss, fotografiado por Sonnel Velazquez y producido por María Estades.

## Calles
Las calles de La Perla no están en la mayoría de mapas de ciudad para disuadir turistas de andar al área por tener la fama de delincuencia. Aun así, en los últimos años La Perla ha demostrado que por más que se trate de maltratar su imagen por los medios de comunicación y se traten de marginar, cuentan con una de las mejores vistas de la parte norte del Océano Atlántico, del Morro y de toda la parte norte del Viejo San Juan.  La Perla hoy cuenta con muchos espacios turísticos que son visitados a diario por personas de todo el mundo y es un lugar bastante seguro en comparación con los años 80.
Abajo referencia de las calles del barrio:
1. Calle Tiburcio Reyes (frontera occidental, a lo largo del exterior de la pared de ciudad vieja)
2. Calle San Miguel (mayoritariamente en la parte occidental, a lo largo del norte)
3. Calle Bajada Matadero (Mayoritariamente en la parte occidental, a lo largo del sur)
4. Calle Lucila Silva (mayoritariamente en la parte occidental, del este-del oeste a través del medio, demasiado estrecho para coches)
5. Calle Augustin O Aponte (parte oriental)

La Perla era el sitio cierto del fictional "La Esmeralda» barrio describió en el trabajo sociológico de Oscar Lewis «La Vida» describiendo las vidas de Puerto Rican slumdwellers a través de taped entrevistas con docenas de intertwined miembros familiares quién vivió allí en el @1940s-@1960s.

## Censo
En plazos de los Estados Unidos 2000 Censo, La Perla está compuesta del censo bloquea 3001 a través de 3010 (grupo de Bloque 3, tramo de Censo 4, San Juan, Puerto Rico). Una población de 338 estuvo informado, 198 albergando unidades (29 unoccupied), y 169 casas, en una área de 80,028 patios cuadrados (16.53 acres; 66,914 m²).
La Perla pertenece a y consta de el norternmost tramos del subbarrios Mercado (del oeste) y San Cristóbal (del este) de Viejo San Juan. La línea de dividir entre el subbarrios es la extensión imaginada de Calle San Justo al del norte allende la pared de ciudad vieja a la costa del Atlántico. La parte oriental consta de el censo bloquea 3002, 3009 und 3010, con una población de 64, 35 albergando unidades (4 unoccupied), y 31 casas, encima 41,348 patios cuadrados (8.5 acres; 34,572 m²).

## Cultura
La Perla es el escenario de muchos videos musicales como «La Perla» de Calle 13 y Rubén Blades, «Despacito» de Luis Fonsi y Daddy Yankee, y No Hay Igual de Nelly Furtado y Residente.  La clásica obra puertorriqueña «La Carreta» de René Marqués y la novela postmoderna Estados Unidos de Banana de Giannina Braschi tienen lugar en la Perla.  